# Clusia crassipetiolata
Clusia crassipetiolata là một loài thực vật có hoa trong họ Bứa. Loài này được Cuatrec. mô tả khoa học đầu tiên năm 1950.